# Caso Begoña Gómez
El caso Begoña Gómez se inició el 24 de abril de 2024, cuando un juez inició una investigación contra Begoña Gómez Fernández (esposa del presidente del Gobierno de España Pedro Sánchez) por presuntos delitos de tráfico de influencias y corrupción privada, tras una denuncia de la organización Manos Limpias. La Fiscalía solicitó el archivo de la denuncia. Días después, se personaron en el caso como acusación particular la organización Hazte Oír, los partidos políticos Vox, Iustitia Europa y el Movimiento de Regeneración Política de España.
Se alega que el empresario y experto tecnológico Juan Carlos Barrabés asistió a Begoña Gómez en la creación de la Cátedra de Transformación Social Competitiva (TSC) en la Universidad Complutense de Madrid.

## Apertura de la investigación
El informe preliminar de la Unidad Central Operativa (UCO), el órgano central de la Policía Judicial de la Guardia Civil, indicó que tanto la consultora Innova Next como la escuela de negocios The Valley, ambas propiedad de Juan Carlos Barrabés, recibieron un total de 15,6 millones de euros en contratos públicos. Estos contratos provinieron de los ministerios de Economía, Educación, Industria, Transportes, Trabajo y Seguridad Social. En particular, el Consejo Superior de Deportes, dependiente del Ministerio de Educación bajo la dirección de Pilar Alegría, otorgó un contrato de 3 684 317 euros el 4 de agosto de 2022. Renfe, que dependía del Ministerio de Transportes dirigido por Raquel Sánchez Jiménez, firmó un contrato de 1 985 621 euros el 14 de noviembre de 2022. Además, la empresa pública ICEX España Exportación e Inversiones, bajo la dirección de Nadia Calviño en el Ministerio de Economía, adjudicó un contrato de 130 032 euros el 25 de octubre de 2021. Otros organismos que firmaron acuerdos con Innova Next SLU incluyen la Empresa Nacional de Innovación (Ministerio de Industria), la Fundación Estatal para la Formación en el Empleo (Ministerio de Trabajo y Economía Social) e Ibermutua (Ministerio de Inclusión, Seguridad Social y Migraciones). Por su parte, The Valley, gestionada por The Valley Digital Business School SL, recibió del Instituto de Crédito Oficial tres ayudas en septiembre de 2021, por importes de 220 000, 96 000 y 60 000 euros.
El informe preliminar de la UCO no encontró pruebas de los delitos imputados, ni de una relación entre Begoña Gómez y Juan Carlos Barrabés, ni de su influencia en el rescate de Air Europa. Sin embargo, la Audiencia Provincial de Madrid respaldó la continuación de la investigación, pidiendo que se enfocara en las presuntas ayudas recibidas por la UTE vinculada a Carlos Barrabés y dejando de lado el tema del rescate de Air Europa.

## Implicación de Juan Carlos Barrabés
En un informe posterior, la UCO reveló que Juan Carlos Barrabés acumuló 99 expedientes de contratación entre 2015 y 2024, gestionados a través de seis sociedades en las que participaba como accionista o administrador. Estas adjudicaciones alcanzaron un total de 2 492 443 euros (sin IVA). Entre los organismos públicos que otorgaron estos contratos se encontraba el Ayuntamiento de Madrid, bajo la dirección de Martínez-Almeida, que firmó por 1,7 millones de euros (sin IVA). También figuraba la Generalidad Valenciana, presidida en ese entonces por Ximo Puig, además de tres administraciones dependientes del Gobierno central: Red.es, el Consejo Superior de Deportes y Renfe.
El 2 de julio, un nuevo informe concluyó que no existían «indicios delictivos» ni «irregularidades o anormalidades de tipo administrativo» en las dos operaciones en las que supuestamente Begoña Gómez habría ejercido influencia.
El 10 de junio de 2024, la Fiscalía Europea reclamó parte de la investigación sobre la presunta corrupción, argumentando que involucraba fondos europeos. Además, desestimó la acusación particular de Vox, ya que estas no son permitidas en este tipo de procedimientos. El 19 de junio de 2025, la Fiscalía Europea citó a declarar como imputado a Juan Carlos Barrabés tras apreciar presuntas irregularidades en la concesión de unos contratos firmados con la empresa pública Red.es y que fueron recomendados por Begoña Gómez.

## Declaraciones y citaciones judiciales
El viernes 5 de julio de 2024 Begoña Gómez fue citada a declarar en los juzgados de Plaza de Castilla ante el juez Peinado, titular del Juzgado de Instrucción número 41. Peinado le atribuyó varios delitos relacionados con corrupción y tráfico de influencias. Su comparecencia en los juzgados estuvo acompañada de un dispositivo policial que la prensa calificó como sin precedentes. A petición de la defensa, que alegó no haber sido notificada de la querella, el juez suspendió la declaración y reprogramó la citación para el 19 de julio.
El 15 de julio de 2024 Juan Carlos Barrabés declaró como testigo, afirmando que se había reunido con Begoña Gómez en ocho ocasiones en el Palacio de la Moncloa, y en al menos dos de esos encuentros estuvo presente el presidente Pedro Sánchez. El 19 de julio de 2024 el Juzgado de Instrucción 41 de Madrid imputó a Barrabés por tráfico de influencias y corrupción en los negocios. La defensa de Barrabés, basándose en los informes de la UCO que indicaban que las adjudicaciones a su empresa se produjeron con absoluta normalidad, presentó un recurso argumentando que el juez no tenía base para proceder con la imputación.

## Implicaciones en la Universidad Complutense de Madrid
La Universidad Complutense envió al juez un informe en el que señalaba indicios de que Begoña Gómez pudo haber cometido un delito de apropiación indebida al apropiarse de software financiado por la propia Universidad y al emitir contratos y gastos en su nombre sin tener autorización para ello. Además, el informe destacó la falta de colaboración por parte de Gómez.
El 19 de julio de 2024 Begoña Gómez se negó a declarar ante el juez Peinado. En declaraciones posteriores, los vicerrectores de la Universidad Complutense afirmaron haber advertido a Gómez que no podía registrar el software a su nombre, al estar financiado por la Universidad. El vicerrector Juan Carlos Doadrio también declaró que el rector Joaquín Goyache le ordenó crear directamente la cátedra de Begoña Gómez. Goyache, inicialmente citado como testigo, fue más tarde imputado como investigado.
El 11 de septiembre de 2024 la Universidad Complutense comunicó a Begoña Gómez que no renovaría la cátedra extraordinaria dirigida por ella misma. La cátedra de Transformación Social Competitiva se había constituido el 30 de octubre de 2020, por un periodo inicial de cuatro años (2020-2024).

## Involucración de Pedro Sánchez
El 22 de julio el juez citó al presidente Pedro Sánchez para declarar como testigo. Según el artículo 416 de la Ley de Enjuiciamiento Criminal, Sánchez no está obligado a declarar en contra de su cónyuge. Ante el juez, quien acudió al Palacio de la Moncloa para interrogarlo, Sánchez se acogió a su derecho de no declarar. Ese mismo día, la Abogacía del Estado presentó una querella por prevaricación contra el juez Peinado en representación del presidente del Gobierno. A su vez, Vox, Hazte Oír e Iustitia Europa interpusieron una querella por malversación contra Pedro Sánchez. A su vez, el 2 de agosto Begoña Gómez presentó una querella por revelación de secretos y prevaricación contra el juez Peinado. En octubre de 2024 la Fiscal Superior de Madrid rechazó admitir la querella de Begoña Gómez contra el juez Peinado, alegando que no había indicios de que el juez hubiera prevaricado, porque los recursos, aunque con retraso, son contestados. Asimismo, negó que hubiera indicios de que el juez Peinado estuviera filtrando documentos, tal y como aseguraba Begoña Gómez.
La Audiencia Provincial de Madrid acordó estudiar los recursos presentados por la Fiscalía y los abogados de Barrabés y Gómez el 30 de septiembre. La defensa de Begoña Gómez solicitó mayor celeridad en la resolución de estos recursos. El 24 de septiembre la Audiencia Provincial de Madrid desestimó los recursos presentados por Begoña Gómez y por la Fiscalía, avalando al juez Juan Carlos Peinado para que siguiera investigando.
El 23 de octubre se hizo público que el Tribunal Superior de Justicia de Madrid rechazó las denuncias presentadas por Pedro Sánchez y por Begoña Gómez contra el juez. El Tribunal avaló la investigación e incidió en la temeridad de esta denuncia.

## Nuevas imputaciones
El 29 de octubre de 2024 el juez Juan Carlos Peinado admitió a trámite la denuncia de Hazte Oír por dos nuevos delitos a Begoña Gómez, el delito de apropiación indebida y el delito de intrusismo profesional. El juez investiga si pudiera haber registrado a nombre de Begoña un software desarrollado y patrocinado por Google, Telefónica e Indra, para la Universidad Complutense, y haber obtenido un beneficio económico de ello a través de la venta de este software a terceros. La Universidad emitió un informe en el que advertía al juez de una investigación interna sobre esta apropiación indebida y a la que no ha llegado a ninguna conclusión pidiendo que continúe la investigación por la falta de colaboración de Begoña Gómez. La Audiencia Provincial ya avaló esta investigación por apropiación indebida en un auto de fecha 24 de septiembre.
El juez también investiga si Begoña habría cometido el delito de intrusismo profesional al redactar los pliegos de prescripciones técnicas para contratar para la UCM un servicio de asistencia y asesoría técnica y tecnológica. Según el juez, esta labor no formaba parte de las funciones atribuidas a Begoña como codirectora de la Cátedra de Transformación Social Competitiva de la UCM, pues carecía de la condición de autoridad o funcionario necesaria para elaborar el pliego y, además, «no ha acreditado disponer de conocimientos ni facultades para estar cualificada técnicamente» para conocer las necesidades exigidas a los licitadores en el documento. El Juzgado volvió a citar a Begoña el 18 de noviembre para declarar sobre lo relativo a los presuntos delitos de apropiación indebida del software e intrusismo profesional.
El 26 de noviembre de 2024, el abogado de Begoña Gómez presentó ante el juez Juan Carlos Peinado, que la investiga por tráfico de influencias, una serie de correos electrónicos en los que consta que Cristina Álvarez, asesora de Moncloa, estaba al corriente de las comunicaciones de la cátedra de la Universidad Complutense con Begoña. Estos correos se suman a otras comunicaciones de Cristina en representación de Begoña. El Partido Popular ha solicitado que Cristina Álvarez declare como testigo para explicar como estando a sueldo de Moncloa, realizaba gestiones ante la Cátedra de la Universidad Complutense, un asunto de la esfera privada de la mujer de Pedro Sánchez.
El juez volvió a citar por tercera vez a Begoña Gómez el 18 de diciembre para declarar sobre los delitos que se le imputan —apropiación indebida e intrusismo profesional—. Anteriormente ya había sido imputada por tráfico de influencias y corrupción en los negocios. Dos días después, el 20 de diciembre, deberá comparecer como testigo ante el juez Cristina Álvarez, asesora de Begoña Gómez.
Juan Carlos Doadrio, exvicerrector de la UCM declaró el 19 de febrero de 2025 ante la Asamblea de Madrid que el rector de la UCM, Joaquín Goyache Goñi, le comentó literalmente: «Tenemos que crear una cátedra para Begoña Gómez, la esposa del presidente; ¿tienes algún inconveniente?». Doadrio no se sintió presionado para crear la cátedra. No recibió ningún tipo de amenazas, si bien se sintió obligado, al solicitárselo su inmediato superior.
El 7 de mayo de 2025, el juez Peinado consideró que existe un indicio delictivo que afecta directamente a Begoña Gómez, tras el hallazgo de un mensaje de Víctor de Aldama, que apareció en uno de los informes de la Guardia Civil, en la causa instruida en el Tribunal Supremo. Del mensaje se desprende que Begoña pudo tener conocimiento de la búsqueda de ayuda pública por parte de Javier Hidalgo, el hijo del dueño de Air Europa. Se investiga si la relación entre Begoña y Javier Hidalgo tuvo alguna incidencia en el rescate de 475 millones de euros que el Gobierno de Pedro Sánchez concedió a la compañía aérea en noviembre de 2020.
La Universidad Complutense de Madrid informó al juez Peinado del hallazgo de dos proyectos unidos a la cátedra extraordinaria de Transformación Social Competitiva (TSC), codirigidos por Begoña Gómez, sin contar con la autorización de la UCM.
El 6 de agosto de 2025, la empresa Arsys Internet confirmó al juez Peinado que el dominio de la página web del software desarrollado para la UCM, así como el servicio de correo asociado a tal dominio, estaban registrados como propiedad de Begoña Gómez. A pesar de que el software se hizo para que fuera «100% propiedad de la UCM» y que dos funcionarias de la sección de Patentes de la Complutense requirieron por mail el 24 de febrero de 2023 a Gómez y a su asesora Cristina Álvarez el formulario para comunicar la invención del software ante el Registro Territorial de la Propiedad Intelectual de la Comunidad de Madrid, nunca llegó a cumplirse este último trámite.
El 18 de agosto de 2025, el juez Peinado imputó a Begoña Gómez y a su asesora en La Moncloa, Cristina Álvarez, por un delito de malversación en las gestiones privadas que esta última realizó para Begoña, vinculadas a la cátedra que codirigió en la UCM. El juez investiga si se habrían «desviado medios públicos» en el sueldo de Álvarez, quien presuntamente se habría sobrepasado en el desempeño de sus funciones públicas para ponerse «indebidamente al servicio de intereses particulares o estrictamente privados» de la actividad laboral que desarrollaba Gómez en su cátedra. El juez también se apoyó en un auto de la Audiencia Provincial que avalaba esta investigación por malversación el pasado junio. También se volvió a citar a Begoña el 11 de septiembre para declarar sobre lo relativo a la presunta desviación de fondos públicos.

## Reacciones políticas
En relación con el caso, el portavoz del Partido Socialista Obrero Español, Patxi López, acusó al juez Peinado de llevar a cabo una «investigación prospectiva» para intentar encontrar algo contra Begoña Gómez, algo que está prohibido por la legislación española. También señaló al Partido Popular de llevar a cabo una «cacería política» y aseguró que el caso es «un montaje de la ultraderecha contra el presidente del Gobierno».
Por su parte, Alberto Núñez Feijóo, secretario general del Partido Popular, manifestó que Sánchez «tiene un problema con la corrupción» y propuso «varias medidas de regeneración: primera, que no se den cátedras a no licenciados; segunda, que Moncloa no sea la puerta de atrás para conseguir fondos públicos reunidos con el de la Oficina de Fondos Públicos».

### Comisión de investigación en laAsamblea de Madrid
En 2024, el Partido Popular de la Comunidad de Madrid impulsó en la Asamblea de Madrid una comisión de investigación sobre el caso, que la oposición criticó que había sido convocada para «generar ruido mediático» y no para esclarecer los hechos. Manuela Bergerot, portavoz de Más Madrid, denunció que se trataba de una «maniobra partidista» en la que los populares habían impuesto un control absoluto sobre los comparecientes y el desarrollo de la investigación. El 13 de noviembre, Begoña Gómez se acogió a su derecho a no declarar y denunció el «objetivo político» de la comisión de investigación. El PP de Madrid también llamó a Pedro Sánchez a declarar en la comisión. Desde el Gobierno indicaron que el presidente no iría al no estar obligado a ello, que «lo de menos en esa comisión es investigar nada» y que el presidente solo rinde cuentas en las Cortes. El portavoz del PP en la Cámara indicó: «Sabemos que no va a venir, y no nos sorprende». Posteriormente, PP y Vox se pusieron de acuerdo para preguntar al Consejo de Estado si podrían forzar la declaración de Pedro Sánchez en la comisión en calidad de «esposo», en lugar de «presidente».